# Peranginan
Peranginan is een bestuurslaag in het regentschap Aceh Tenggara van de provincie Atjeh, Indonesië. Peranginan telt 1015 inwoners (volkstelling 2010).